# Pair instability supernova
Pair-instability supernova (supernowa powstająca z powodu niestabilności kreacji par) – odmiana supernowej powstająca w wyniku zachwiania równowagi hydrostatycznej gwiazdy wywołanej kreacją par w jej jądrze. W odróżnieniu od klasycznych supernowych, w wyniku których powstaje pozostałość po supernowej zawierająca w centrum czarną dziurę albo gwiazdę neutronową, gwiazda rozerwana wybuchem typu pair instability całkowicie rozrzuca swoją materię, nie pozostawiając po sobie nic poza mgławicą. Aby mogło dojść do wybuchu tego typu, masa gwiazdy musi wynosić pomiędzy 130 a 250M☉, a także gwiazda musi mieć niską metaliczność (np. gwiazda III populacji). Dobrymi kandydatami na supernowe pair instability są zauważone w latach 2006 i 2007 – odpowiednio SN 2006gy i SN 2007bi.

## Mechanizm wybuchu

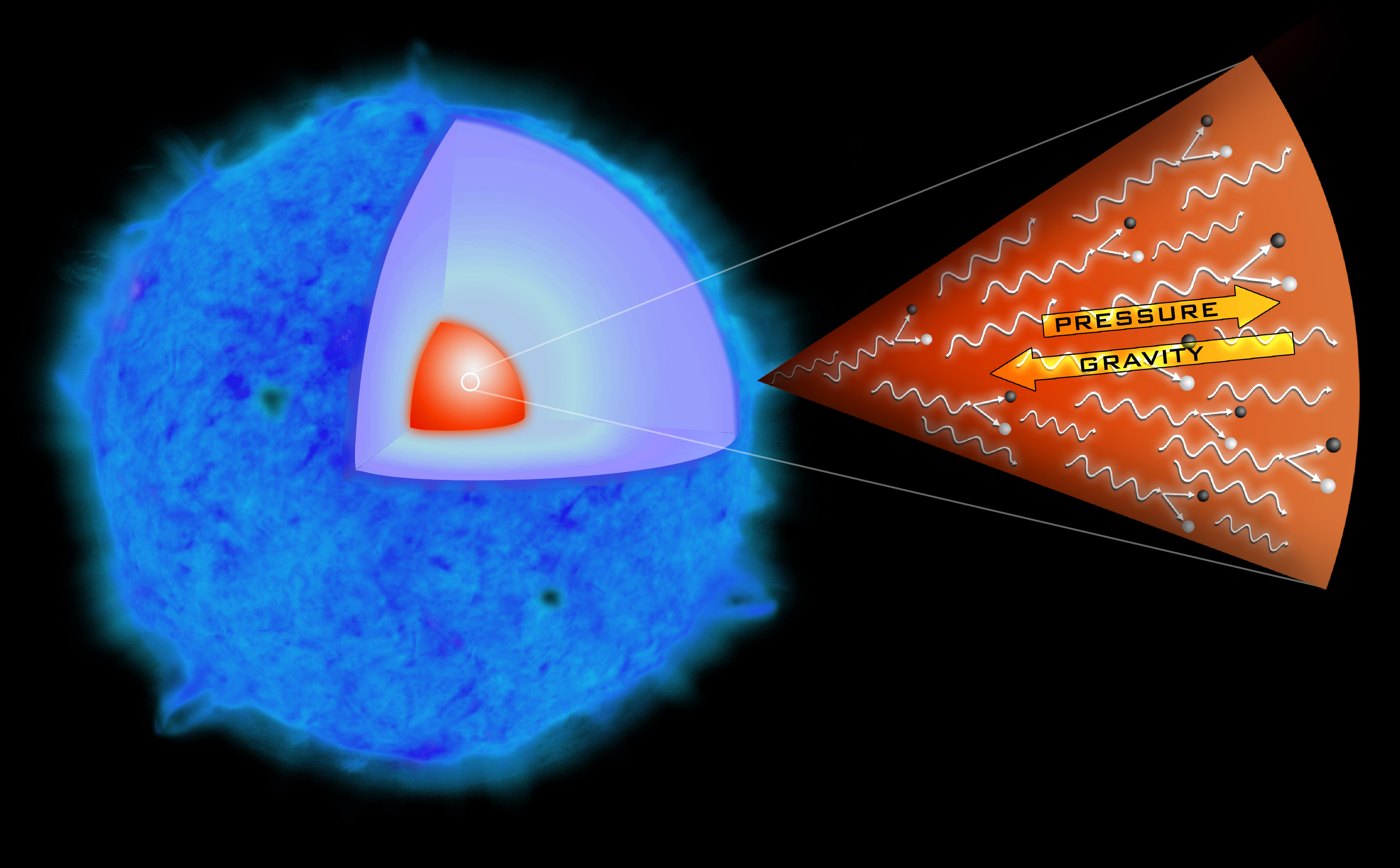
Schemat hiperolbrzyma, ciśnienie promieniowania gamma przeciwstawia się grawitacji zewnętrznych warstw gwiazdy

W hiperolbrzymie temperatura w jądrze jest tak wysoka, że ciśnienie wewnętrzne materii powstaje głównie w wyniku  ciśnienia promieniowania termicznego, przeciwstawiając się sile grawitacji zewnętrznych warstw gwiazdy, utrzymuje ją w stanie bliskim równowadze hydrostatycznej. Wypromieniowywanie energii równoważą głównie reakcje fuzji jądrowej, zapewniając utrzymanie a nawet wzrost temperatury. W miarę wzrostu temperatury jądra gwiazdy wzrasta także energia generowanego promieniowania gamma. Gdy temperatura przekroczy 3 × 108 K kwanty promieniowania mają energię (~1 MeV) wystarczającą do przemiany fotonu w parę elektron-antyelektron (kreacja par). Utworzona para cząstek wytwarza znacznie mniejsze ciśnienie niż tworzący ją foton. Zmniejszenie ciśnienia wywołuje zapadanie się gwiazdy i wzrost temperatury w jej wnętrzu. Antyelektrony mogą łączyć się z elektronami tworząc promieniowanie. Przy niezbyt dużym nacisku zewnętrznym może ustalić się stan równowagi, ale przy odpowiednio dużej masie proces zapadania jest tak intensywny, że coraz większa część promieniowania bierze udział w procesie kreacji par.
Zewnętrzne warstwy gwiazdy kompresują jądro do coraz mniejszych rozmiarów, a po przekroczeniu granicy krytycznej gwiazda zapada się coraz szybciej, opadające warstwy zewnętrzne biorą udział w reakcjach jądrowych. Przy dostatecznie dużym ciśnieniu proces przebiega w formie eksplozji, obejmując obszary coraz bardziej odległe od centrum. Energia wyzwolona z przemiany jąder helu w cięższe pierwiastki jest olbrzymia, energia kinetyczna cząstek jest większa od energii wiązania grawitacyjnego gwiazdy, przez co wszystkie cząstki mogą rozlecieć się w przestrzeni, eksplozja rozrywa całą gwiazdę, nie pozostawiając po niej nic w centrum, w przeciwieństwie do przemian przebiegających w innych warunkach, w wyniku których po gwieździe pozostaje gwiazda neutronowa albo czarna dziura.
W wyniku gwałtownych przemian jądrowych powstaje dużo ciężkich jąder (metali), znaczna część materii jądra gwiazdy zostaje przemieniona w radioaktywny izotop niklu 56Ni, z którego w procesie dalszego rozpadu powstaje ostatecznie stabilny izotop żelaza (56Fe). Szacuje się, że w wybuchu SN 2006gy około 40M☉ zostało wyrzucone w przestrzeń kosmiczną jako 56Ni. Znaczny udział 56Ni w pozostałościach tego typu supernowej i jego rozpad promieniotwórczy ma wpływ na zależność czasową zaniku promieniowania po wybuchu supernowej.

## Zachowanie gwiazd

Rodzaj supernowej w zależności od masy gwiazdy i jej metaliczności. Pomarańczowy - niestabilność par prowadzi do czarnej dziury, różowy - niestabilność par prowadzi do wybuchu bez pozostałości.

Kilka źródeł opisuje zachowania dużych gwiazd, w których rozważa się niestabilność gwiazdy wywołaną tworzeniem par elektron-pozyton. Masywna gwiazda przed etapem supernowej składa się z helowego jądra oraz otoczki, która może zawierać wodór. Ewolucja masywnej pojedynczej gwiazdy zależy głównie od jej masy ale także od metaliczności oraz szybkości obrotu. Gwiazdy o mniejszej metaliczności w mniejszym stopniu rozpraszają masę z otoczki, co w pewnym stopniu decyduje o rodzaju powstałej później supernowej, mają także większe jądro helowe oraz otoczkę zawierającą wodór.

### Gwiazdy o masie mniejszej niż 100 mas Słońca
Promienie gamma wytwarzane przez gwiazdy o masie mniejszej niż 100 mas Słońca nie ma wystarczającej energii, aby wytwarzać pary elektron-pozytron. Niektóre z tych gwiazd będą supernowymi pod koniec ich życia, ale mechanizmy nie są związane z niestabilnością wywołaną tworzeniem par.

### Gwiazdy o masie 100 - 130 mas Słońca
Gwiazdy o masie większej niż 100 mas Słońca i zerowej metaliczności mają jądro helowe o masie większej niż 42 mas Słońca. Po spaleniu w centrum gwiazdy helu w węgiel, rośnie w nich temperatura, a termiczne promienie gamma uzyskuje energię wystarczającą, do tworzenia par elektronowo-pozytonowych. Dla masy mniejszej od 130 mas Słońca zmniejszenie ciśnienia wynikające z tworzenia par jest niewystarczające, aby spowodować zapadanie całej gwiazdy. Tworzenie par powoduje zwiększenie aktywności termojądrowej w gwieździe, która powoduje rozprężenie materii gwiazdy i po pewnym czasie powrót do równowagi. Gwiazdy tej wielkości przechodzą serię impulsów zwiększonej aktywności tracąc w każdym część masy, w wyniku którego przechodzą do ewolucji dla gwiazd o masie poniżej 100 mas Słońca. W zależności od masy gwiazdy i siły impulsu kolejne impulsy następują po 1 – 10 000 lat, jednocześnie w jądrze gwiazdy kolejne reakcje prowadzą do kolejnych przemian aż do żelaza. Zagęszczanie jądra skutkuje w końcu wybuchem z przejściem w stan czarnej dziury. Pulsacje tego typu mogły być odpowiedzialne za zmiany jasności Eta Carinae w 1843 r., chociaż wyjaśnienie to nie jest powszechnie akceptowane.

### Gwiazdy o masie 130 do 250 mas Słońca
Dla gwiazd o masie 130 - 250 mas Słońca, może wystąpić supernowa wywołana niestabilnością tworzenia par. W tych gwiazdach temperatura może osiągnąć wartość umożliwiającą tworzenie par. Ciśnienie jest wystarczające, aby fuzja jądrowa rozprzestrzeniała się w formie eksplozji termojądrowej i w ciągu kilku sekund spalić całe jądro. Ilość energii cieplnej (kinetycznej jąder atomowych) uwolnionej w fuzji jądrowej jest większa niż grawitacyjna energia wiążąca gwiazdę, stabilność jest całkowicie zakłócona. Cząstki tworzące gwiazdę rozlatują się w przestrzeni nie zostawiając czarnej dziury ani gwiazdy neutronowej.

### Gwiazdy o masie większej niż 250 mas Słońca
Gdy masa gwiazdy przekracza 250 mas Słońca, temperatura w jej wnętrzu może wzrosnąć do około 2*1012 K,  fotony o energii 2,22 MeV są pochłaniane przez jądra atomowe w procesie fotodezintegracji. Energia fotonu jest pochłaniana przez jądro atomowe, zmniejszając tym samym ciśnienie promieniowania, gwiazda nadal zapada się przekształcając się w czarną dziurę, a nie eksploduje z powodu reakcji termojądrowych.

Pozostałość po masywnych gwiazdach w zależności od masy i metaliczności. Czarny - czarna dziura, różowy - brak pozostałości